# Sakis Rouvas (album)
Sakis Rouvas – pierwsza płyta greckiego wokalisty Sakisa Rouvasa. Wydana w październiku 1991 przez PolyGram w Grecji i na Cyprze. Promowały ją single Par'ta, 1992 i Mia Vrohi.

## Lista utworów
1. "Par'ta"
2. "1992"
3. "Yiati Etsi M'Aresi"
4. "Mia Vrohi"
5. "Des! Pes!"
6. "Ta Trela Mas Onira"
7. "Yiati Gamoto"
8. "Goustaro Fasi Rok end Roll"
9. "Super Mihanes, Petsina Boufan"
10. "Pou Pas"
11. "Ego S'agapo"
12. "Yia Fantasou"